# Iveta Benešová
Iveta Benešová (Most, 1º febbraio 1983) è un'ex tennista ceca.
Nel 2011 ha vinto il doppio misto al Torneo di Wimbledon in coppia con Jürgen Melzer battendo in finale Mahesh Bhupathi ed Elena Vesnina per 6-3 6-2.

## Biografia
Nata a Most, in Repubblica Ceca, ha una sorella di nome Irina. Nel settembre 2012 si sposa con il collega e compagno di doppio misto Jürgen Melzer, dopo un anno di relazione.
Nel 2015 divorzia e torna a al cognome da nubile Benešová dopo aver assunto dal settembre 2012 quello da sposata Iveta Melzer.

## Carriera

### 2012
Inizia ottimamente la stagione per la ceca raggiungendo i quarti a Brisbane, battendo al secondo turno la nº6 del mondo Samantha Stosur, per poi soccombere da Kim Clijsters per 6-3 6-2. Raggiunge per il secondo anno consecutivo gli ottavi a Melbourne eliminando al secondo turno la 16º testa di serie Peng Shuai e al terzo la qualificata russa Nina Bratčikova, prima di essere sconfitta dalla futura vincitrice e nº 1 del mondo Viktoryja Azaranka per 6-2 6-2. A Dubai supera le qualificazioni ma viene battuta al secondo turno dalla Lisicki, dopo aver eliminato la slovacca Dominika Cibulková al turno precedente. Giunge al terzo turno a Miami eliminando le russe Vesnina e Kuznecova, ma viene battuta dalla Li per 7-5 6-2. Nei tornei di Charleston e Stoccarda su terra, supera le qualificazioni in entrambi i casi ma esce sempre sconfitta al primo turno. Perde al primo turno del Roland Garros contro la 27º testa di serie Nadia Petrova per 6-3 6-3. Deludente è la stagione su erba, dove subisce tre sconfitte su tre, rispettivamente contro Tara Moore a Birmingham, Irina-Camelia Begu a s'Hertogenbosh e a Wimbledon contro Heather Watson.

### 2014
Il 13 agosto 2014, con un annuncio sulla sua pagina Facebook, Iveta Benešová si ritira dall'attività professionistica.

## Statistiche

### Singolare

#### Vittorie (2)
| Legenda: Prima del 2009 | Legenda: Dal 2009     |
| ----------------------- | --------------------- |
| Grande Slam (0)         |                       |
| Ori Olimpici (0)        |                       |
| WTA Finals (0)          |                       |
| Tier I (0)              | Premier Mandatory (0) |
| Tier II (0)             | Premier 5 (0)         |
| Tier III (1)            | Premier (0)           |
| Tier IV (0)             | International (1)     |

| No. | Data           | Torneo                                        | Superficie  | Avversaria in finale | Punteggio |
| 1.  | 7 marzo 2004   | Abierto Mexicano TELCEL, Acapulco             | Terra rossa | Flavia Pennetta      | 7–6, 6–4  |
| 2.  | 1º maggio 2010 | Grand Prix SAR La Princesse Lalla Meryem, Fès | Terra rossa | Simona Halep         | 6–4, 6-2  |

#### Sconfitte (6)
| Legenda: Prima del 2009 | Legenda: Dal 2009     |
| ----------------------- | --------------------- |
| Grande Slam (0)         |                       |
| Argenti Olimpici (0)    |                       |
| WTA Finals (0)          |                       |
| Tier I (0)              | Premier Mandatory (0) |
| Tier II (0)             | Premier 5 (0)         |
| Tier III (0)            | Premier (0)           |
| Tier IV (5)             | International (1)     |

| No. | Data            | Torneo                                    | Superficie  | Avversaria in finale | Punteggio |
| 1.  | 18 ottobre 2002 | WTA Bratislava, Bratislava                | Cemento (i) | Maja Matevžič        | 0-6, 1-6  |
| 2.  | 20 aprile 2004  | Estoril Open, Estoril                     | Terra rossa | Émilie Loit          | 5-7, 6-7  |
| 3.  | 28 agosto 2004  | Forest Hills Tennis Classic, Forest Hills | Cemento     | Elena Lichovceva     | 3-6, 2-6  |
| 4.  | 16 gennaio 2006 | Moorilla Hobart International, Hobart     | Cemento     | Michaëlla Krajicek   | 1-6, 2-6  |
| 5.  | 20 maggio 2008  | Estoril Open, Estoril (2)                 | Terra rossa | Marija Kirilenko     | 4-6, 2-6  |
| 6.  | 16 gennaio 2009 | Moorilla Hobart International, Hobart (2) | Cemento     | Petra Kvitová        | 5-7, 1-6  |

### Doppio

#### Vittorie (14)
| Legenda: Prima del 2009 | Legenda: Dal 2009     |
| ----------------------- | --------------------- |
| Grande Slam (0)         |                       |
| Ori Olimpici (0)        |                       |
| WTA Finals (0)          |                       |
| Tier I (0)              | Premier Mandatory (0) |
| Tier II (2)             | Premier 5 (1)         |
| Tier III (1)            | Premier (3)           |
| Tier IV (1)             | International (6)     |

| No. | Data              | Torneo                                        | Superficie      | Partner                    | Avversarie                            | Punteggio           |
| 1.  | 13 febbraio 2005  | Open GDF Suez, Parigi                         | Sintetico (i)   | Květa Peschke              | Anabel Medina Garrigues Dinara Safina | 6–2, 2–6, 6–2       |
| 2.  | 30 settembre 2007 | BGL Luxembourg Open, Lussemburgo              | Cemento (i)     | Janette Husárová           | Viktoryja Azaranka Shahar Peer        | 6–4, 6–2            |
| 3.  | 23 febbraio 2008  | Copa Colsanitas, Bogotà                       | Terra rossa     | Bethanie Mattek            | Jelena Kostanić Tošić Martina Müller  | 6–3, 6–3            |
| 4.  | 3 agosto 2008     | Nordea Nordic Light Open, Stoccolma           | Cemento         | Barbora Záhlavová-Strýcová | Petra Cetkovská Lucie Šafářová        | 7–5, 6–4            |
| 5.  | 25 ottobre 2009   | BGL Luxembourg Open, Lussemburgo (2)          | Cemento (i)     | Barbora Záhlavová-Strýcová | Vladimíra Uhlířová Renata Voráčová    | 6–1, 0–6, [10–7]    |
| 6.  | 14 febbraio 2010  | Open GDF Suez, Parigi (2)                     | Cemento (i)     | Barbora Záhlavová-Strýcová | Cara Black Liezel Huber               | w/o                 |
| 7.  | 7 marzo 2010      | Monterrey Open, Monterrey                     | Cemento         | Barbora Záhlavová-Strýcová | Anna-Lena Grönefeld Vania King        | 3–6, 6–4, [10–8]    |
| 8.  | 1º maggio 2010    | Grand Prix SAR La Princesse Lalla Meryem, Fès | Terra rossa     | Anabel Medina Garrigues    | Lucie Hradecká Renata Voráčová        | 6–3, 6–1            |
| 9.  | 2 ottobre 2010    | Toray Pan Pacific Open, Tokyo                 | Cemento         | Barbora Záhlavová-Strýcová | Shahar Peer Peng Shuai                | 6–4, 4–6, [10–8]    |
| 10. | 14 gennaio 2011   | Medibank International, Sydney                | Cemento         | Barbora Záhlavová-Strýcová | Květa Peschke Katarina Srebotnik      | 4–6, 6–4, [10–7]    |
| 11. | 6 marzo 2011      | Monterrey Open, Monterrey (2)                 | Cemento         | Barbora Záhlavová-Strýcová | Anna-Lena Grönefeld Vania King        | 6(8)–7, 6–2, [10–6] |
| 12. | 30 aprile 2011    | Barcelona Ladies Open, Barcellona             | Terra rossa     | Barbora Záhlavová-Strýcová | Natalie Grandin Vladimíra Uhlířová    | 5–7, 6–4, [11–9]    |
| 13. | 23 ottobre 2011   | BGL Luxembourg Open, Lussemburgo (3)          | Cemento (i)     | Barbora Záhlavová-Strýcová | Lucie Hradecká Ekaterina Makarova     | 7-5, 6-3            |
| 14. | 29 aprile 2012    | Porsche Tennis Grand Prix, Stoccarda          | Terra rossa (i) | Barbora Záhlavová-Strýcová | Julia Görges Anna-Lena Grönefeld      | 6-4, 7-5            |

#### Sconfitte (12)
| Legenda: Prima del 2009 | Legenda: Dal 2009     |
| ----------------------- | --------------------- |
| Grande Slam (0)         |                       |
| Argenti Olimpici (0)    |                       |
| WTA Finals (0)          |                       |
| Tier I (3)              | Premier Mandatory (0) |
| Tier II (1)             | Premier 5 (0)         |
| Tier III (3)            | Premier (1)           |
| Tier IV (0)             | International (4)     |

| No. | Data            | Torneo                                   | Superficie    | Partner                    | Avversarie                                         | Punteggio        |
| 1.  | 18 luglio 2004  | Bank of the West Classic, Stanford       | Cemento       | Claudine Schaul            | Eléni Daniilídou Nicole Pratt                      | 2-6, 4-6         |
| 2.  | 24 aprile 2005  | Family Circle Cup, Charleston            | Terra verde   | Květa Peschke              | Conchita Martínez Virginia Ruano Pascual           | 1-6, 4-6         |
| 3.  | 18 giugno 2005  | Ordina Open, 's-Hertogenbosch            | Erba          | Nuria Llagostera Vives     | Anabel Medina Garrigues Dinara Safina              | 4-6, 6-2, 6(9)-7 |
| 4.  | 15 ottobre 2006 | Kremlin Cup, Mosca                       | Sintetico (i) | Galina Voskoboeva          | Francesca Schiavone Květa Peschke                  | 4-6, 7-6(4), 1-6 |
| 5.  | 6 gennaio 2007  | Australian Women's Hardcourt, Gold Coast | Cemento       | Galina Voskoboeva          | Dinara Safina Katarina Srebotnik                   | 3-6, 4-6         |
| 6.  | 1º marzo 2008   | Abierto Mexicano Telcel, Acapulco        | Terra rossa   | Petra Cetkovská            | Nuria Llagostera Vives María José Martínez Sánchez | 2-6, 4-6         |
| 7.  | 18 maggio 2008  | Internazionali BNL d'Italia, Roma        | Terra rossa   | Janette Husárová           | Chuang Chia-jung Chan Yung-jan                     | 6(5)-7, 3-6      |
| 8.  | 2 marzo 2009    | Monterrey Open, Monterrey                | Cemento       | Barbora Záhlavová-Strýcová | Mara Santangelo Nathalie Dechy                     | 3-6, 4-6         |
| 9.  | 13 luglio 2009  | I. ČLTK Prague Open, Praga               | Terra rossa   | Barbora Záhlavová-Strýcová | Kateryna Bondarenko Al'ona Bondarenko              | 1-6, 2-6         |
| 10. | 29 agosto 2009  | Pilot Pen Tennis, New Haven              | Cemento       | Lucie Hradecká             | Nuria Llagostera Vives María José Martínez Sánchez | 2-6, 6-7         |
| 11. | 24 ottobre 2010 | BGL Luxembourg Open, Lussemburgo         | Cemento (i)   | Barbora Záhlavová-Strýcová | Timea Bacsinszky Tathiana Garbin                   | 4-6, 4-6         |
| 12. | 1º marzo 2014   | Abierto Mexicano Telcel, Acapulco (2)    | Cemento       | Petra Cetkovská            | Kristina Mladenovic Galina Voskoboeva              | 3-6, 6-2, [5-10] |

### Doppio misto

#### Vittorie (1)
| Tornei del Grande Slam  |
| ----------------------- |
| Australian Open (0)     |
| Open di Francia (0)     |
| Torneo di Wimbledon (1) |
| US Open (0)             |
| Ori Olimpici (0)        |

| N. | Data          | Torneo                      | Superficie | Compagno      | Avversari in finale           | Punteggio |
| 1. | 3 luglio 2011 | Torneo di Wimbledon, Londra | Erba       | Jürgen Melzer | Elena Vesnina Mahesh Bhupathi | 6-3, 6-2  |

## Risultati in progressione
| Sigla | Risultato               |
| ----- | ----------------------- |
| V     | Vincitore               |
| F     | Finalista               |
| SF    | Semifinalista           |
| O     | Oro olimpico            |
| A     | Argento olimpico        |
| SF    | Bronzo olimpico         |
| QF    | Quarti di Finale        |
| 4T    | Quarto turno            |
| 3T    | Terzo turno             |
| 2T    | Secondo turno           |
| 1T    | Primo turno             |
| RR    | Round Robin             |
| LQ    | Turno di qualificazione |
| A     | Assente                 |
| ND    | Non disputato           |

| Legenda superfici    |
| -------------------- |
| Cemento              |
| Terra battuta        |
| Erba                 |
| Superficie variabile |

### Singolare nei tornei del Grande Slam
| Torneo          | 2002 | 2003 | 2004 | 2005 | 2006 | 2007 | 2008 | 2009 | 2010 | 2011 | 2012 | 2013 | 2014 |
| --------------- | ---- | ---- | ---- | ---- | ---- | ---- | ---- | ---- | ---- | ---- | ---- | ---- | ---- |
| Australian Open | A    | 1T   | A    | 1T   | 3T   | 2T   | A    | 2T   | 2T   | 4T   | 4T   | A    | A    |
| Open di Francia | 2T   | 1T   | 1T   | 2T   | 2T   | 1T   | 3T   | 3T   | 1T   | 1T   | 1T   | A    | 1T   |
| Wimbledon       | 1T   | 1T   | 1T   | 1T   | 1T   | 2T   | 1T   | 2T   | 1T   | 2T   | 1T   | A    | A    |
| US Open         | 1T   | 1T   | 2T   | 1T   | 1T   | 1T   | 2T   | 1T   | 2T   | 1T   | 1T   | A    | A    |

### Doppio nei tornei del Grande Slam
| Torneo          | 2002 | 2003 | 2004 | 2005 | 2006 | 2007 | 2008 | 2009 | 2010 | 2011 | 2012 | 2013 | 2014 |
| --------------- | ---- | ---- | ---- | ---- | ---- | ---- | ---- | ---- | ---- | ---- | ---- | ---- | ---- |
| Australian Open | A    | A    | 1T   | 1T   | 1T   | 1T   | 3T   | 2T   | 2T   | 3T   | 2T   | A    | A    |
| Open di Francia | A    | A    | 1T   | 3T   | 4T   | 1T   | 1T   | 2T   | 4T   | 1T   | 1T   | A    | 1T   |
| Wimbledon       | A    | A    | 1T   | 1T   | 2T   | 1T   | 2T   | 3T   | 3T   | 3T   | 2T   | A    | A    |
| US Open         | A    | A    | 2T   | 1T   | 1T   | 2T   | 2T   | 2T   | 3T   | QF   | 2T   | A    | A    |

### Doppio misto nei tornei del Grande Slam
| Torneo          | 2002 | 2003 | 2004 | 2005 | 2006 | 2007 | 2008 | 2009 | 2010 | 2011 | 2012 | 2013 | 2014 |
| --------------- | ---- | ---- | ---- | ---- | ---- | ---- | ---- | ---- | ---- | ---- | ---- | ---- | ---- |
| Australian Open | A    | A    | A    | A    | A    | 1T   | 1T   | SF   | 2T   | A    | 2T   | A    | A    |
| Open di Francia | A    | A    | A    | A    | A    | A    | 1T   | 1T   | 1T   | QF   | A    | A    | 1T   |
| Wimbledon       | A    | A    | A    | A    | A    | A    | 2T   | QF   | SF   | V    | 2T   | A    | A    |
| US Open         | A    | A    | A    | A    | A    | A    | A    | 2T   | A    | 1T   | 1T   | A    | A    |

## Vittorie contro giocatrici Top 10
| Stagione | 2005 | 2006 | 2007 | 2008 | 2009 | 2010 | 2011 | 2012 | Totale |
| Vittorie | 1    | 1    | 0    | 0    | 0    | 1    | 0    | 1    | 4      |

| #    | Giocatrice      | Ranking | Evento                           | Superficie  | Turno | Punteggio     | Rank. IBR |
| ---- | --------------- | ------- | -------------------------------- | ----------- | ----- | ------------- | --------- |
| 2005 |                 |         |                                  |             |       |               |           |
| 1.   | Vera Zvonarëva  | 10      | Charleston Open, Charleston      | Terra verde | 2T    | 6-4, 4-6, 7-5 | 51        |
| 2006 |                 |         |                                  |             |       |               |           |
| 2.   | Mary Pierce     | 5       | Australian Open, Melbourne       | Cemento     | 2T    | 6-3, 7-5      | 42        |
| 2010 |                 |         |                                  |             |       |               |           |
| 3.   | Jelena Janković | 3       | Canadian Open, Montréal          | Cemento     | 2T    | 7-6(3), 6-3   | 75        |
| 2012 |                 |         |                                  |             |       |               |           |
| 4.   | Samantha Stosur | 6       | Brisbane International, Brisbane | Cemento     | 2T    | 6-4, 6-2      | 54        |